# Caxito
Caxito é uma comuna da província do Bengo, pertencente ao município do Dande  sendo também o município com maior número de habitantes da provincia do Bengo. É neste espaço geográfico onde se encontra localizado o Santuário de Santa Ana de Caxito.                                                       Narrativa Histórica do Santuário de Santa Ana de Angola_Caxito.                                                     O santuário de Santa Ana de Caxito, localizado na província do Bengo, em Angola tem suas origens ligadas à presença portuguesa na região e a figura da Rainha Nzinga Mbandi. A história Pública deste do surgimento do santuário de santa Ana está ligada com a narrativa da colonização e a resistência cultural africana.                              1-Contexto Histórico  do surgimento  do Santuário  de Santa  Ana  de Caxito.                                       O contexto histórico do surgimento do  Santuário  de santa Ana está ligada ao processo  da colonização  portuguesa e à evangelização que ocorreu  durante, o século XV. Reis  em sua obra sobre história pública no Brasil descute como os espaços religiosos se tornam pontos centrais para as identidades culturais e sociais. Ele afirma que os santuários não são apenas lugares de culto, mais sim espaço onde se entrelaçam as histórias dos povos e suas intenções.(Reis ,2010,p.124).                                                         A igreja  de Santa Ana  é uma das primeiras  igrejas católicas, de Caxito. Em 1624 Já havia  uma     povoação de portugueses com capelão no rio Dande.Pois foi está população e não só que acabou por influenciar e não só mais tarde na construção do Santuário de santa Ana de Caxito. A devoção ao santuário de santa Ana na localidade de Caxito, além das suas raízes de fé, conta igualmente com um forte pendor histórico cultural, sendo uma herança da Rainha Nzinga Mbandi, que no dia do seu, em Luanda no ano de 1622, adotou o nome de Ana de Sousa, como era muito devota desta santa  mandou construir uma igreja em sua honra, na capital do reino da Matamba para Maria Helena Moreira Alves, "afirma que a construção de Santuários reflete não só a devoção religiosa mais também as dinâmicas social e políticas que moldam as comunidades"(Alves,2008,p.87).
Segundo as projeções populacionais de 2018, elaboradas pelo Instituto Nacional de Estatística, conta com uma população aproximada de 140.000 habitantes.  A maior parte da sua população pertencem ao grupo étnico linguísticos Kimbundum e Bacongo.         

## Infraestrutura

### Transportes
Caxito é ligada ao território nacional pela rodovia EN-225, que a conecta a leste com a capital nacional, Luanda. A oeste, esta mesma rodovia conecta o Caxito à Mabubas e à Úcua.
Além desta estrada, existe a Rodovia EC-100, que liga a capital do Bengo à vila de Libongos, ao norte.

### Educação
No nível superior público, o Caxito dispõe de polos da Faculdade de Medicina da Universidade Agostinho Neto, além de sediar a Escola Superior Pedagógica do Bengo e o Instituto Superior Politécnico do Bengo.
Ainda há um polo do Instituto Superior Técnico de Angola, uma instituição privada de ensino superior.

### Abastecimento de água e saneamento básico
A cidade é abastecida com água potável pelo Canal de Irrigação de Caxito, que é formado a partir das águas da Central Hidroelétrica de Mabubas, no rio Dange.

## Cultura e lazer
Algumas das principais celebrações religiosas da cidade são a Procissão de Santa Ana de Caxito e a Procissão de Nossa Senhora da Muxima, ambas realizadas nas ruas da localidade. Quem promove as celebrações é a Diocese de Caxito.
A principal prática esportiva do Caxito é o futebol, tanto que na cidade há o Estádio Municipal do Dande, onde a equipa Domant Futebol Clube de Bula Atumba manda seus jogos nos campeonatos angolanos.[carece de fontes?]